# Huocheng, Gansu
Huocheng (kinesiska: 霍城) är en köping i nordvästra Kina. Den ligger i Shandan härad i staden Zhangye i provinsen Gansu, omkring 360 kilometer nordväst om provinshuvudstaden Lanzhou. Antalet invånare är 11 861. Befolkningen består av 5 977 kvinnor och 5 884 män. Barn under 15 år utgör 21,0 %, vuxna 15-64 år 68 %, och äldre över 65 år 10,0 %.